# Lepidozia coilophylla
Lepidozia coilophylla là một loài Rêu trong họ Lepidoziaceae. Loài này được Taylor mô tả khoa học đầu tiên năm 1846.